# Sirens (cançó)
Sirens és una cançó del raper nord-americà Travis Scott. Va ser llançada a través de Cactus Jack i Epic Records com el sisè senzill del quart àlbum d'estudi del primer, Utopia, el 22 de juliol de 2023.

## Videoclip
El video musical de la cançó es va publicar el 15 d'agost de 2023 a través de la plataforma Youtube, i en menys de vuit hores va arribar a les 300 reproduccions. L'encarregada de la creació va ser la productora catalana CANADA, la qual ja havia treballat amb altres artistes de ressò internacional. L'escenari on es va grabar va ser Ciutat Meridiana i el Tarraco Arena de Tarragona, amb la participació de més de 600 extres, la major part castellers de cinc colles: Xiquets del Serrallo, Xiquets de Tarragona, Castellers de Vilafranca, Castellers de Mediona i els Nois de la Torre. En el video surt com Travis es col·loca en la pinya i desprès forma part del tronc d'un 4 de 9 amb folre.